# 25

25(이십오)는 24보다 크고 26보다 작은 자연수다.

## 수학
- 합성수로, 그 약수는 1, 5, 25다. 진약수의 합은 6이므로, 25는 부족수다.
  - 9번째 반소수다. 앞의 반소수는 22, 다음 반소수는 26이다.
- 5번째 제곱수(52)다. 앞의 제곱수는 16, 다음은 36이다.
- 2번째 이십오각수다. 다음 이십오각수는 72이다.
- 피타고라스 삼조의 빗변의 길이이다. ({\displaystyle 7^{2}+24^{2}=25^{2}})[a]
- {\displaystyle 25=3^{2}+4^{2}}
  - 4번째 중심있는 사각수로, 연속하는 두 자연수의 제곱합으로 나타낼 수 있다. 앞의 중심있는 사각수는 13, 다음은 41이다.
- {\displaystyle 25={\frac {1}{4}}\times 100}
- 100 이하의 4의 배수, 200 이하의 8의 배수는 총 25개다.

## 과학·기술
- 망가니즈(Mn)의 원자번호.
- NGC 25: 봉황자리 방향에 있는 렌즈형은하.
- 25 포카이아: 소행성.
- 현대자동차 그랜저 XG의 L25, Q25, R25, S25

## 교통
- 고속도로
  - 대한민국 25번 고속도로: 호남고속도로와 논산천안고속도로로 나뉜다.
  - 주간고속도로 제25호선: 뉴멕시코주 라스크루시스에서 와이오밍주 버팔로까지 이어지는 미국의 주간고속도로.
  - 유럽 고속도로 25호선: 네덜란드 후크 판 홀란드(영어판)에서 이탈리아 팔레르모까지 이어지는 유럽 고속도로.
  - 아우토반 25호선: 독일의 고속도로.
- 국도 제25호선
  - 대한민국 25번 국도: 경상남도 창원시 진해구에서 충청북도 청주시 청원구 내수읍까지 이어지는 대한민국의 국도.
  - 일본 25번 국도: 미에현 욧카이치시에서 오사카부 오사카시 기타구까지 이어지는 일본의 국도.
- 기타 도로
  - 현도 제25호선

## 군사
- U-25: 독일의 군용 잠수함. 제1차 세계 대전에 사용된 1913년제 모델(영어판)과 제2차 세계 대전에 사용된 1936년제 모델(영어판)이 있다.

## 나이 (만 25세)
- 윌리암 로런스 브래그가 노벨 물리학상을 받은 나이. (최연소 노벨상)
- 대한민국에서 국회의원 피선거권이 주어지는 나이.
- 하원 미국에 선거를 위한 후보자의 최소한의 나이. “25 이하”는 젊음 지정에게 일반적인 컷오프 지점을 제공한다.

## 문화유산
- 대한민국의 국보 제25호: 경주 태종무열왕릉비
- 대한민국의 보물 제25호: 김제 금산사 오층석탑
- 대한민국의 사적 제25호: 경주 부산성

## 방송
- 스카이라이프와 지니 TV의 SBS 비즈 채널 번호.
- B tv의 수도권 지역 OBS경인TV 채널 번호, 비수도권 지역 쇼핑엔티 채널 번호.
- U+ TV의 YTN 사이언스 채널 번호.
- LG헬로비전의 지역방송 채널 번호.
- KT HCN의 SK스토아 채널 번호.

## 시간
- 라디오에서 25시는 새벽 1시이다.

## 스포츠
- 육상 트랙 경기 중 최장 거리 경기인 10,000m 경기는 400m 트랙을 25바퀴 (400×25) 도는 경기다.
- 배구에서 25점을 따면 세트를 따낸다. (듀스 제외)

## 작품
- 《25》: 송지은의 EP. 2014년 10월 14일 출시.
- 《25》: 아델의 정규 음반. 2015년 11월 20일 출시.

## 기타

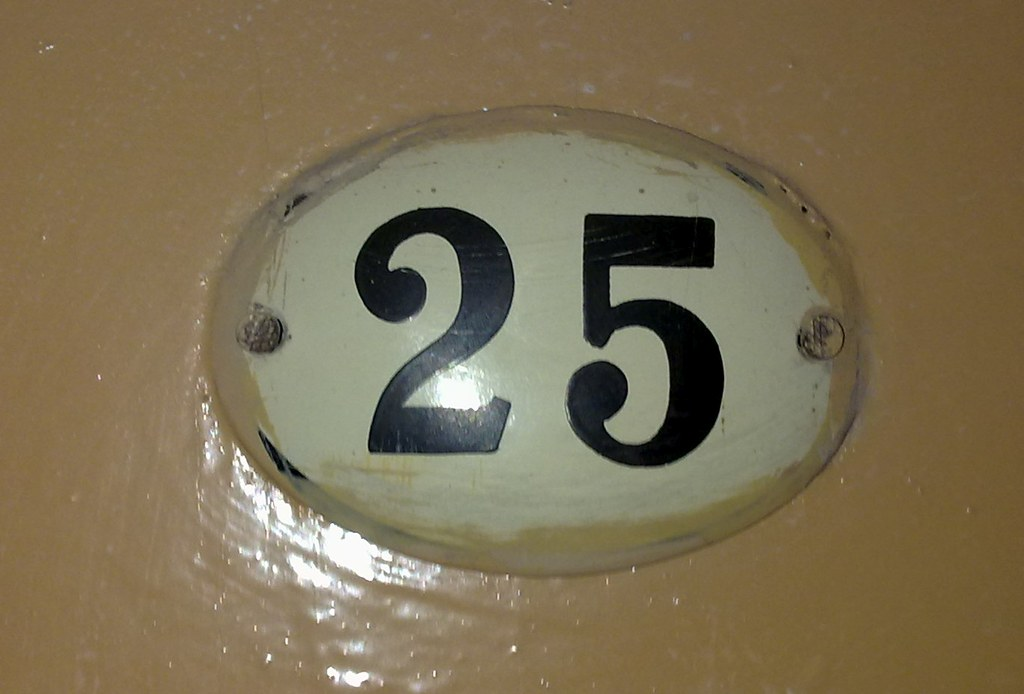

- 날짜: 2월 5일
- 연도: 25년, 기원전 25년
- 서울특별시의 자치구는 25개다.
- 대한민국의 편의점 GS25
- 인명 ‘니코’의 숫자 고로아와세.